# Diadegma chrysostictum
Diadegma chrysostictum là một loài tò vò trong họ Ichneumonidae.